# Lisa Cholodenko
Lisa Cholodenko (Los Angeles, Califórnia, 5 de Junho de 1964) é uma produtora, roteirista e diretora cinematográfica norte-americana, de origem judeu ucraniana, indicada ao Globo de Ouro e ao Óscar. Trabalhou em filmes como Laurel Canyon, The Kids Are All Right e na série Six Feet Under. 
Lisa é homossexual assumida e mantém um relacionamente com a cantora de rock alternativo Wendy Melvoin. 

## Filmografia
- Souvenir (1994)
- Dinner Party (1997)
- High Art (1998)
- Homicidio (1999)
- Six Feet Under (2001)
- Push, Nevada (2002)
- Laurel Canyon (2002)
- Cavedweller (2004)
- The L Word (2005)
- The Kids Are All Right (2010)

## Prêmios e indicações

### Óscar
| Ano  | Categoria                                            | Resultado |
| ---- | ---------------------------------------------------- | --------- |
| 2011 | Melhor roteiro original (por The Kids Are All Right) | Indicado  |

### Globo de Ouro
| Ano  | Categoria                                   | Resultado |
| ---- | ------------------------------------------- | --------- |
| 2011 | Melhor roteiro (por The Kids Are All Right) | Indicado  |

### Independent Spirit Awards
| Ano  | Categoria                                                  | Resultado |
| ---- | ---------------------------------------------------------- | --------- |
| 2011 | Melhor diretor (por The Kids Are All Right)                | Indicado  |
| 2011 | Melhor roteiro (por The Kids Are All Right)                | Indicado  |
| 1999 | Melhor estréia de Filme (por High Art – Retratos Sublimes) | Indicado  |
| 1999 | Melhor roteiro (por High Art – Retratos Sublimes)          | Indicado  |